# Reiting (Bernhardswald)
Reiting ist ein Ortsteil der Gemeinde Bernhardswald im Oberpfälzer Landkreis Regensburg, Bayern.

## Geografische Lage
Der Weiler Reiting liegt in der Region Regensburg etwa 3 Kilometer östlich von Bernhardswald und ungefähr 2 Kilometer nördlich der Staatsstraße 2145.

## Geschichte
1498 wurde Reiting als Reuthern erstmals schriftlich erwähnt. Daraus folgt, dass Reiting kein echter -ing-Ort ist.
Der Name leitet sich von Rodungsarbeit ab, bei der Wurzelstöcke ausgegraben und entfernt werden.
Urban Zenger vom Lichtenwald zum Adlmannstein war 1498 Besitzer von Reiting und gab das Gut nicht an seinen Sohn Wiguläus Zenger weiter.
In der zweiten Hälfte des 16. Jahrhunderts kam eine Sölde zum Hof Reiting hinzu.
Reiting gehörte zur Hofmark Adlmannstein.
Zum Stichtag 23. März 1913 (Osterfest) gehörte Reiting zur Pfarrei Altenthann mit 5 Häusern und 37 Einwohnern.
Am 31. Dezember 1990 hatte Reiting 26 katholische Einwohner und gehörte zur Pfarrei Altenthann.